# Hiperbolična porazdelitev
Hiperbolična porazdelitev je družina zveznih verjetnostnih porazdelitev, ki je določena s petimi parametri. Ta vrsta porazdelitev je značilna po tem, da je logaritem funkcije gostote verjetnosti hiperbola. To pomeni, da porazdelitev pada hitreje kot pri normalni porazdelitvi. Za uporabo je primernejša takrat, ko delamo z velikimi vrednostmi, ki so mnogo mnogo bolj verjetne kot pri normalni porazdelitvi.
Začetnik uporabe hiperbolične porazdelitve je britanski brigadir Ralph Alger Bagnold (1896 – 1990), ki jo je opisal v letu 1941. Ugotovil je, da je logaritem velikosti zrnc peska, ki ga je nanesel veter, podoben hiperboli.
Hiperbolična porazdelitev je posebna oblika splošne hiperbolične porazdelitve, ki pa ima šest parametrov.

## Lastnosti

### Funkcija gostote verjetnosti
Funkcija gostote verjetnosti za porazdelitev je 
{\displaystyle {\frac {\gamma }{2\alpha \delta K_{1}(\delta \gamma )}}\;e^{-\alpha {\sqrt {\delta ^{2}+(x-\mu )^{2}}}+\beta (x-\mu )}}
kjer je 
- {\displaystyle K_{\lambda }\!} modificirana Besslova funkcija druge vrste

### Zbirna funkcija verjetnosti
Zbirna funkcija verjetnosti je enaka 
{\displaystyle {\frac {\gamma }{2\alpha \delta K_{1}(\delta \gamma )}}\;e^{-\alpha {\sqrt {\delta ^{2}+(x-\mu )^{2}}}+\beta (x-\mu )}}

### Pričakovana vrednost
Pričakovana vrednost je enaka 
{\displaystyle \mu +{\frac {\delta \beta K_{2}(\delta \gamma )}{\gamma K_{1}(\delta \gamma )}}}.

### Varianca
Varianca je enaka 
{\displaystyle {\frac {\delta K_{2}(\delta \gamma )}{\gamma K_{1}(\delta \gamma )}}+{\frac {\beta ^{2}\delta ^{2}}{\gamma ^{2}}}\left({\frac {K_{3}(\delta \gamma )}{K_{1}(\delta \gamma )}}-{\frac {K_{2}^{2}(\delta \gamma )}{K_{1}^{2}(\delta \gamma )}}\right)}.

### Funkcija generiranja momentov
Funkcija generiranja momentov je 
{\displaystyle {\frac {e^{\mu z}\gamma K_{1}(\delta (\alpha ^{2}-(\beta +z)^{2}))}{(\alpha ^{2}-(\beta +z)^{2})K_{1}(\delta \gamma )}}}.

### Karakteristična funkcija
Karakteristična funkcija je
{\displaystyle {\frac {e^{\mu z}\gamma K_{1}(\delta (\alpha ^{2}-(\beta +z)^{2}))}{(\alpha ^{2}-(\beta +z)^{2})K_{1}(\delta \gamma )}}}.